# Isotria medeoloides
Isotria medeoloides é uma espécie de orquídea terrestre que existe no sudeste do Canadá e centro e leste dos Estados Unidos da América. Caracteriza-se pela disposição das folhas, todas na mesma altura do caule, formando uma coroa ao redor das flores.